# 相川七瀬
相川 七瀬（あいかわ ななせ、1975年〈昭和50年〉2月16日 - ）は、日本の女性歌手。大阪府大阪市東淀川区上新庄出身。ファウンテン所属。マネジメントは株式会社J-BRAVEと業務提携。所属レコード会社はエイベックスで、所属レーベルはavex traxのmotorod。音楽活動以外にも詩人、絵本作家、カラーセラピストとしての活動がある。國學院大學神道文化学部卒業。2024年4月に同大学大学院へ進学している。

## 略歴
中学1年生の時に「中学3年生まで（歌手になる）オーディションを受けさせて」と母に頼み込み、最後の挑戦とした1990年（平成2年）に中学3年生（15歳の頃）でCBS・ソニーグループ主催のオーディションを受けるが結果は不合格。芸能界入りを諦め大阪府立北淀高等学校に進学するが約1年後、オーディション審査員の織田哲郎（後のプロデューサー）から直接電話を受ける。
相川としては、芸能界入りを諦めており、一旦は断るが、この時に織田から自宅の電話番号を伝えられ、約1年後に改めて織田に連絡、高校中退ののち、上京。歌手デビューのためにボイス・トレーニングを開始する。芸名「相川七瀬」はプロデューサーである織田哲郎が命名した。
プロデューサーの織田は当初、契約をしていたビーイングでデビューさせることを考えていたが、ビーイングから相川を自レーベルでデビューさせる気はないと言われ、ビーイングに他社でデビューさせることの了承を得て、エイベックスのmotorodレーベルに所属するになった。1995年11月、織田のプロデュースによるシングル『夢見る少女じゃいられない』で歌手デビュー。相川をトータルプロデュースするにあたり、織田はそれまでの「前向きなガール・ポップ」に対して「前向きじゃないダークなロック」を全面に打ち出した。
1996年7月、ファーストアルバム『Red』リリース。オリコンのアルバムチャート初登場1位、現在までに245万枚を超すダブル・ミリオン大ヒットを記録。同年10月発売の5thシングル『恋心』はミリオンセラーを記録し、自身最大のヒット曲となり年末に「第47回NHK紅白歌合戦」に初出場。「夢見る少女じゃいられない」を披露。
1997年、7月に2作目のアルバム『paradox』発売、オリコン初登場1位獲得、現在までに143万枚を売上。自身初の全国コンサートツアー“Live Emotion '97” 20公演を敢行、チケットは発売後1時間でソールドアウト、6万5千人を動員。最終の9月9日・10日は日本武道館で公演。デビューからわずか1年10か月での日本武道館ライブであった。同年も紅白出場が有力視されたが、アルバムジャケットの海外撮影と日程が重なったことから見送られた。
1998年、7月に3作目のアルバム『crimson』（オリコン初登場1位）を発表後、全国で40公演の“Live Emotion '98 crimson”コンサートを敢行。10月、最終の大阪城ホール公演終了後、髪の毛をばっさりと切り、一人で約2か月、ドイツに旅行。
1999年、トレードマークだった赤いロングヘアーを金髪のショートヘアに変え、“第2期相川七瀬”と銘打ちベスト・アルバム『ID』をリリース。同アルバムは第12回日本ゴールドディスク大賞「ベスト・ロック・アルバム・オブ・ザ・イヤー」を受賞。4作目のアルバム『FOXTROT』を制作中、年末年始にかけて雑誌取材のためカナダ渡航。
2000年にプロデューサーを布袋寅泰に迎え、それまでとは異なる曲調のロックを歌う。2月から5月にかけ全国ツアーライブ“Live Emotion 2000 "FOXTROT"”（32公演、ラストは沖縄）。8月12日には台北市の西門町で予告無しのゲリラライブを敢行、雨天にもかかわらず3000人を集めた（MTVのイベントに参加した際のエピソード）。
2001年、シングル2枚同時発売。2月に一般男性と結婚。その後もスタジオ作業は継続し、出産直前まで制作に携わり、各方面で活躍するミュージシャンとのコラボレーションによる初のバラードミニアルバム『The Last Quarter』発表。9月6日、第一子となる男児を出産。また音楽活動以外に、2002年7月に小学館より絵本「ぼくはくじら」を発表。12月に絵本の第二弾『くじらサンタ』を発表。
2003年、デビュー以来共にしてきた織田のプロデュースを離れ、新たに岡野ハジメをプロデューサーに迎える。出産後、約2年ぶりのライブハウスツアー「THE GIG '03 LIVE IT NOW」により全国のファンに向け「相川七瀬"完全復活"」を印象付けた。12月31日に、ナガシマスパーランドにて初のカウントダウンライブを行なう。この頃、前世療法で自身が深く癒されたことをきっかけに、独学でセラピーに関する勉強をして、11月にはイギリスの団体からカラーセラピストの最高位免許「ティーチャーレベル3」を当時最年少で取得。翌年には、セラピーや占星術に関連する学校を設立するなど、多方面に進出。
2004年2月に、2年半ぶりのアルバム『7 seven』をリリース。同月22日にNHKホールで行なわれた「日中友好歌謡祭」に出演、「愛ノ詩 -マジェンタレイン-」を歌う様子が中国でも実況された。3月にはカラーセラピー本「恋のダイス&ルーレット」と不思議体験を綴った「バリコワ」を出版。5月8日から、約4年ぶりのとなる全国ホールツアー「Live Emotion "7 seven"」を、7月から毎年恒例のライブTOUR AIKAWA NANASE "7 seven" THE GIG '04を行う。7月には、イギリスやアイルランドでジェニファー・エリソン（Jennifer Ellison）による相川の「バイバイ」をカバーした“Bye Bye Boy”がヒット。イギリスのチャートでは13位となった。9月にはライブDVD『Live Emotion 2004 SEVEN』をリリース。11月8日にデビュー10年目を迎える。12月31日は長崎ハウステンボスにて、2回目のカウントダウンライブを行なう。
2005年、2月に自らプロデュースしたアルバム『THE FIRST QUARTER』発表。フュージョン系のマイルドなサウンドが中心。テレビドラマ『87%』にレギュラー出演（初のドラマ出演）。この年から「七瀬の日」と題し7月7日にSHIBUYA-AXでライブを毎年開催。サポートメンバーにはPATAや真矢、D.I.E.、CRAZY COOL JOE、マーティ・フリードマンらが参加。11月11日に韓国の釜山で第2回アジア・ソング・フェスティバルに出演。アルバム『R.U.O.K?!』は韓国、香港でも発売された。年末には、翌年から全国展開する洋服ブランド「VAL VALENZA」の春夏イメージキャラクターを委嘱され、ファッション誌の広告、各店舗で1日店長を務めた。この年から年末ライブをキリスト品川教会グローリアチャペルで行う。
2006年、1月1日にライブアルバム『7.7.7.』（DVDとCD2枚の3枚組）発売。6月にはシンガポールで第20回“Singapore Arts Festival”に出演、7月に台湾で“Formoz Festival 2006”に出演などアジア地域でも活動を行う。
2007年、妊娠9か月の時期もライブを敢行、後で助産師に叱られた。9月9日、自宅出産で無事に第2子となる男児を出産。この頃から音楽雑誌の他に、主婦・子育てをする母親を対象とする育児雑誌にも活動の場を広げ、インタビューが掲載されるようになる。
2008年5月、2年ぶりの新曲「PRISM」が限定配信リリースされた。
2009年2月、4年ぶりのアルバム『REBORN』をリリース。その後、自身初のクラブ・ツアー「AIKAWA NANASE CLUB TOUR '09 REBORN -STYLE-」を2月16日から3月3日まで、全国7か所で行なう。8月25日、パチンコ台「CR相川七瀬〜時空の翼〜（藤商事）」が発表。9月に小説「ダリア」（書籍）発売。11月、久々に織田提供作品のシングル『tAttoo』発売。
2010年、2月16日に渋谷の「duo music exchange」にてバースデイライブを行なう。同日にデビュー15周年ベスト・アルバム『ROCK or DIE』を発売。9月29日、アルバム『稲垣潤一 ／ 男と女3-TWO HEARTS TWO VOICES-』でデュエット「愛がとまらない」を発表。11月3日にライブDVD『AIKAWA NANASE Live Emotion 999』をリリース。12月8日にガールズバンド「Rockstar Steady」としてDVDシングル「Fine Fine Day」を発売。
2010年、2月16日に昨年同様、渋谷の「duo music exchange」にてバースデイライブを行なった。同日、「Rockstar Steady」としてアルバム『Gossip』を発売。
2012年9月18日、難産ながらも第3子となる女児を出産。
2013年2月16日、ソロとして4年ぶりのオリジナル・アルバム『今事記』をリリース。
2015年、1月13日、茨城県鹿嶋市「かしま大使」に就任した。夫が県内出身ということもあり、20代後半からこれまでに30回以上、鹿島神宮を訪れている。11月8日、EX THEATER ROPPONGIで「NANASE AIKAWA 20th Anniversary GIG」を豪華なゲスト（浅岡雄也、工藤静香、中村あゆみ、杏子、寺田恵子、藍井エイル、他）を多数迎え開催した。
2016年、留学していた長男が日本の高卒認定を取得することとなり、自分も高卒認定試験を受けるための受験勉強を開始した。同時に、國學院大學の科目履修生となった。
2018年、43歳を迎え、約2年の猛勉強の末に高卒認定試験に合格。5月3日、自由が丘スイーツフェスタ2018に出演し、ライブを行うとともに任命式にて「自由が丘アンバサダー」、および「自由が丘スイーツ大使」に就任した。
2019年、5月15日、横浜DeNAベイスターズ対中日ドラゴンズ戦で自身初となる始球式に臨んだ。ベイファンになったのは息子の小学校の友達がベイファンで横浜スタジアムに連れて行ったのがきっかけである。
2020年、11月にデビュー25周年を迎える当年4月、祖父が地元の神社の熱心な氏子であった影響で、幼少期より民俗学的事象に関心を持っていたこと、祭りを通じ「地域活性に携りたい」思いから以前から科目履修生として通学していた國學院大學神道文化学部を改めて受験し合格、入学を果たす。大学入学直後にコロナによる緊急事態宣言が発出され、授業はすべてオンラインとなる。9月28日、Nusing Now公式ソングとして、つんく♂プロデュースによる新曲「元気の歌」を配信リリースした。
2021年、大学の対面授業が再開し、キャンパスに通学できるようになる。7月28日、25周年を記念して、ハローキティーと愛猫チャッピーのコラボレーションが実現しグッズをお披露目した。11月7日、25th Anniversary Final Party 〜ROCK NEVERLAND〜 にて25年間を彩った楽曲を提供してきたギタリストとして織田哲郎、布袋寅泰、柴崎浩、室姫深をゲストに迎えて共演。布袋とはステージ初共演であった。
2023年、大学4年生となり、お神輿サークルに入部した。11月8日には、カバーアルバム『ROCK MONSTER』を発売。アルバムのリードトラックである「POISON」（布袋寅泰のカバー）のミュージック・ビデオも制作され、自身のYouTubeチャンネルで公開された。また発売当日には、デビュー & アルバムリリースダブル記念ライブ「LIVE ROCK MONSTER」を東京・ニューピアホールにて開催。アルバム収録曲や自身の代表曲を披露し、アンコールでは息子のRIOがドラムとして参加した。
2023年12月26日、来春の國學院大學大学院への進学と「一般社団法人Culture Plus」の設立を発表。
2024年3月21日、新高輪プリンスホテル飛天の間での卒業式典（さだまさしも客員教授として参加し歌唱）において、國學院大學を第132期卒業生総代（数名のうちの一人。併せて「成績優秀者」など2つの個人表彰も受賞）として卒業した。卒業式典後の卒業証書授与式では卒業生答辞も読んだ。同年4月16日には栃木県文化財オフィサーに就任した。
2025年5月26日、外務省より「日本ブラジル友好交流親善大使」に任命された。任期は同年6月1日より12月31日まで。
2025年7月21日より、デビュー30周年記念全国ツアー『ROCK KINGDOM TOUR 2025』を開催。バックバンドには、織田哲郎やマーティ・フリードマンが参加。

## 人物
芸名の「相川」は地元近くにある阪急京都本線の相川駅に由来とよく言われるが、これについては本人が「都市伝説です」ときっぱり否定している。
楽器は滅多に演奏しないが、ブルースハープを「彼女と私の事情」の中で演奏している。
愛猫家。ファンクラブ名が「Risky Cat」(2016年1月31日に「Dahlia」に名称変更)であるうえ、会員証やグッズでも猫のイメージが多用されている。ビデオ「radio active」の冒頭では、白猫の着ぐるみ姿で車から降りて登場。「CAT on the Street」などでは、ミュージカル「キャッツ」のような猫耳、尻尾をつけて歌うことがあった。雑誌「Girl POP」1997年vol.24 の中でも猫の話をしている。
数多の曲で自ら作詞。デビュー前から織田の指導で多数の作詞を試み、織田との共作の詩も多い。CD「The Last Quarter」初回盤には、特典として相川の詩集がついた。詩を書くことの苦しさや責任について、『オリコンウィーク[The Ichiban]』1997年6月23日号で語っている。
左の首筋にLove or Dieと刻まれたタトゥーを入れている。「tAttoo」のジャケット写真やミュージック・ビデオの中でわかる。また、左手首にもタトゥーを入れている。
夫が茨城県出身という関係で、2015年1月より鹿嶋市のPRを行なう「かしま大使」を委嘱されている。
大阪出身の相川だが、上京後に東京都目黒区自由が丘に住み始め、夫と結婚後も同所に住み続けているため自由が丘を「第2の地元」としている。
次男が横浜DeNAベイスターズのファンであることから、そこから同球団との交流が始まってDeNA主催試合で何度か始球式を務め、三浦大輔とは家族ぐるみの付き合いがある。
2011年に音楽イベントで長崎県対馬市を訪れた際、偶然見かけた神事に欠かせない古代米「赤米」の美しさに魅了された。その際に存続が危ぶまれている継承活動のことを知り、翌年6月に同市の赤米諮問大使に就任。同様に古代の赤米を伝承している岡山県総社市と鹿児島県南種子町の親善大使となる。2014年には3市町が地域間交流を深め、赤米文化を未来の世代へ継承することを目的にした「赤米伝統文化交流協定」締結にも尽力した。2024年4月、対馬市の「未来共創フェロー」（文化政策担当）に任命された。

## ディスコグラフィー

### シングル
|      | 発売日         | タイトル                              | 規格        | 規格品番    | 最高順位 |
| ---- | -------------- | ------------------------------------- | ----------- | ----------- | -------- |
| 1st  | 1995年11月8日  | 夢見る少女じゃいられない              | 8cmCD       | CTDR-28000  | 12位     |
| 2nd  | 1996年2月9日   | バイバイ。                            | 8cmCD       | CTDR-28001  | 19位     |
| 3rd  | 1996年4月17日  | LIKE A HARD RAIN                      | 8cmCD       | CTDR-28007  | 8位      |
| 4th  | 1996年6月5日   | BREAK OUT!                            | 8cmCD       | CTDR-28006  | 4位      |
| 5th  | 1996年10月7日  | 恋心                                  | 8cmCD       | CTDR-28008  | 2位      |
| 6th  | 1997年2月13日  | トラブルメイカー                      | 8cmCD       | CTDR-28010  | 2位      |
| 7th  | 1997年5月1日   | Sweet Emotion                         | 8cmCD       | CTDR-28012  | 2位      |
| 8th  | 1997年11月12日 | Bad Girls                             | 8cmCD       | CTDR-28017  | 5位      |
| 9th  | 1998年2月4日   | 彼女と私の事情                        | 8cmCD       | CTDR-28023  | 6位      |
| 10th | 1998年5月8日   | Nostalgia                             | 8cmCD       | CTDR-28026  | 7位      |
| 11th | 1998年11月6日  | Lovin' you                            | 8cmCD       | CTDR-28036  | 8位      |
| 12th | 1999年3月17日  | COSMIC LOVE                           | 8cmCD       | CTDR-28040  | 6位      |
| 13th | 1999年7月23日  | 世界はこの手の中に／Heat of the night | 12cmCD      | CTCR-40020  | 7位      |
| 14th | 1999年9月29日  | Jealousy                              | 12cmCD      | CTCR-40022  | 8位      |
| 15th | 1999年12月8日  | China Rose                            | 12cmCD      | CTCR-40025  | 13位     |
| 16th | 2000年5月31日  | midnight blue                         | 12cmCD      | CTCR-40036  | 10位     |
| 17th | 2000年8月9日   | SEVEN SEAS                            | 12cmCD      | CTCR-40044  | 10位     |
| 18th | 2001年1月31日  | NO FUTURE                             | 12cmCD      | CTCR-40058  | 15位     |
| 19th | 2001年1月31日  | 〜dandelion〜                         | 12cmCD      | CTCR-40065  | 17位     |
| 20th | 2002年6月5日   | 終わりない夢                          | CCCD        | CTCR-40127  | 14位     |
| 21st | 2002年10月9日  | 六本木心中                            | CCCD        | CTCR-40145  | 10位     |
| 22nd | 2003年2月13日  | Shock of Love                         | CCCD        | AVCD-32004  | 39位     |
| 23rd | 2003年11月27日 | R-指定                                | CCCD        | AVCD-32019  | 37位     |
| 24th | 2004年1月21日  | 愛ノ詩 -マジェンタレイン-             | CCCD        | AVCD-32022  | 55位     |
| 25th | 2004年2月18日  | Round ZERO〜BLADE BRAVE               | CCCD        | AVCA-14925  | 11位     |
| 26th | 2004年9月29日  | 万華鏡／UNLIMITED                     | CCCD        | AVCD-32034  | 49位     |
| 27th | 2005年1月19日  | 限りある響き                          | 12cm CD     | AVCD-32044  | 62位     |
| 28th | 2006年2月15日  | EVERYBODY GOES                        | 12cm CD+DVD | AVCD-32059B | 78位     |
| 28th | 2006年2月15日  | EVERYBODY GOES                        | 12cm CD     | AVCD-32060  | 78位     |
| 29th | 2009年11月11日 | tAttoo                                | 12cm CD+DVD | AVCD-32129B | 56位     |
| 30th | 2014年3月5日   | 桜舞い降りる頃、涙色 feat.mayo        | 12cm CD+DVD | AVCD-32233  | 72位     |
| 31st | 2015年8月26日  | 満月にSHOUT!                          | 12cm CD+DVD | AVCD-32244B | 62位     |
| 32nd | 2016年7月6日   | ACROSS                                | 12cm CD+DVD | AVCD-32257B | 63位     |
| 32nd | 2016年7月6日   | ACROSS                                | 12cm CD     | AVCD-32258  | 63位     |

### 配信シングル
| 発売日         | タイトル         |
| -------------- | ---------------- |
| 2008年5月24日  | PRISM            |
| 2020年9月29日  | 元気の歌         |
| 2022年12月21日 | むすんでひらいて |
| 2024年3月15日  | Blue Star        |
| 2025年1月22日  | 恋に落ちた瞬間   |
| 2025年2月12日  | クレッシェンド   |
| 2025年3月12日  | I love you too   |
| 2025年5月3日   | Victory Anthem   |
| 2025年6月21日  | ワッショイ！     |

### 配信EP
| 発売日        | タイトル         | 備考                         |
| ------------- | ---------------- | ---------------------------- |
| 2021年1月22日 | Bye Bye Boy 2564 | 活動25周年記念リミックスEP。 |

### アルバム
|      | 発売日         | タイトル          | 規格                              | 規格品番    | 最高順位 |
| ---- | -------------- | ----------------- | --------------------------------- | ----------- | -------- |
| 1st  | 1996年07月03日 | Red               | CD                                | CTCR-18001  | 1位      |
| 2nd  | 1997年07月02日 | paradox           | CD                                | CTCR-18002  | 1位      |
| 3rd  | 1998年07月08日 | crimson           | CD                                | CTCR-18008  | 1位      |
| 4th  | 2000年02月16日 | FOXTROT           | CD+8㎝CD（初回限定盤）            | CTCR-18015  | 3位      |
| 5th  | 2001年02月21日 | Purānā            | CD                                | CTCR-18023  | 7位      |
| 6th  | 2001年9月27日  | The Last Quarter  | CD+詩集ブックレット（初回限定盤） | CTCR-18026  | 15位     |
| 7th  | 2004年2月18日  | 7 seven           | CCCD+DVD（初回限定盤）            | AVCD-32027B | 33位     |
| 7th  | 2004年2月18日  | 7 seven           | CCCD                              | AVCD-32028  | 33位     |
| 8th  | 2005年2月16日  | THE FIRST QUARTER | CD                                | AVCD-32040  | 85位     |
| 9th  | 2005年11月09日 | R.U.O.K?!         | CD                                | AVCD-32057  | 75位     |
| 10th | 2009年2月18日  | REBORN            | CD+DVD                            | AVCD-32118B | 45位     |
| 10th | 2009年2月18日  | REBORN            | CD                                | AVCD-32119  | 45位     |
| 11th | 2013年2月6日   | 今事記            | CD                                | AVCD-32214  | 98位     |
| 12th | 2016年10月26日 | NOW OR NEVER      | CD+DVD                            | AVCD-32263  | 65位     |
| 12th | 2016年10月26日 | NOW OR NEVER      | CD                                | AVCD-32264  | 65位     |
| 13th | 2018年6月20日  | ROCK GOES ON      | CD                                | AVCD-32289  | 92位     |
| 14th | 2023年1月25日  | 中今              | CD                                | AVCD-32301  | 126位    |
| 15th | 2024年11月6日  | SPARKLE           | CD                                | AVCD-32304  | 53位     |
| 16th | 2025年6月18日  | STARDUST          | CD                                | AVCD-32314  |          |

### ベスト・アルバム
|     | 発売日         | タイトル                               | 規格               | 規格品番    | 最高順位 |
| --- | -------------- | -------------------------------------- | ------------------ | ----------- | -------- |
| 1st | 1999年5月19日  | ID                                     | CD                 | CTCR-18012  | 1位      |
| 2nd | 2003年3月26日  | ID:2                                   | CCCD（初回限定盤） | AVCD-32007  | 29位     |
| 2nd | 2003年3月26日  | ID:2                                   | CCCD（通常盤）     | AVCD-32010  | 29位     |
| 3rd | 2007年4月13日  | COMPLETE BEST 相川七瀬                 | CD                 | AQC1-50250  | -        |
| 4th | 2010年02月16日 | NANASE AIKAWA BEST ALBUM "ROCK or DIE" | CD+DVD             | AVCD-32156B | 34位     |
| 4th | 2010年02月16日 | NANASE AIKAWA BEST ALBUM "ROCK or DIE" | CD                 | AVCD-32157  | 34位     |

### カバーアルバム
|     | 発売日         | タイトル                         | 規格 | 最高順位 |
| --- | -------------- | -------------------------------- | ---- | -------- |
| 1st | 2015年10月28日 | Treasure Box -Tetsuro Oda Songs- | CD   | 62位     |
| 2nd | 2023年11月8日  | ROCK MONSTER                     | CD   | 65位     |

### アナログ12インチ
|     | 発売日        | タイトル                 | 規格  | 規格品番   | 最高順位 |
| --- | ------------- | ------------------------ | ----- | ---------- | -------- |
| 1st | 1998年1月28日 | BAD GIRLS/バイバイ。     | Vinyl | RR12-88047 |          |
| 2nd | 2001年8月31日 | OFFICIAL BOOTLEG MIX"7＂ | Vinyl | RR12-88309 |          |

### 映像作品
|             | タイトル                                           | 発売日         | 規格                                | 規格品番          | 最高順位 |
| ----------- | -------------------------------------------------- | -------------- | ----------------------------------- | ----------------- | -------- |
| MV集        | Reflex                                             | 1997年2月19日  | VHS                                 | CTVR-98000        |          |
| MV集        | Reflex                                             | 2000年3月29日  | DVD                                 | CTBR-92001        |          |
| ライブ映像  | Live Emotion Concert Tour '97                      | 1997年10月29日 | VHS                                 | CTVR-98001        |          |
| ライブ映像  | Live Emotion Concert Tour '97                      | 2000年3月29日  | DVD                                 | CTBR-92002        |          |
| ライブ映像  | Live Emotion Concert Tour '97                      | 2012年12月19日 | Blu-ray Disc                        | AVXD-32217        |          |
| MV集        | radioactive                                        | 1999年3月3日   | VHS                                 | CTVR-98003        |          |
| MV集        | radioactive                                        | 2000年3月29日  | DVD                                 | CTBR-92003        |          |
| ライブ映像  | Live Emotion 2000“FOXTROT”                         | 2000年9月20日  | VHS                                 | CTVR-98008        |          |
| ライブ映像  | Live Emotion 2000“FOXTROT”                         | 2000年9月20日  | DVD                                 | CTBR-92007        |          |
| ライブ映像  | Live Emotion 2000“FOXTROT”                         | 2004年12月8日  | DVD （初回限定特別価格版）          | AVBD-32046        |          |
| ライブ映像  | Live Emotion 2000“FOXTROT”                         | 2012年12月19日 | Blu-ray Disc                        | AVXD-32218        |          |
| ライブ映像  | chain reaction                                     | 2001年3月7日   | VHS                                 | CTVR-98014        |          |
| ライブ映像  | chain reaction                                     | 2001年3月7日   | DVD                                 | CTBR-92014        |          |
| MV集        | "Reflex"+"radioactive"                             | 2002年3月13日  | DVD                                 | CTBR-92021        |          |
| MV集        | BEST CLIPS                                         | 2002年12月11日 | DVD                                 | AVBD-91129        |          |
| ライブ映像  | Live Emotion 2004 7 seven                          | 2004年9月29日  | DVD                                 | AVBD-32036        |          |
| ライブ映像  | 7.7.7                                              | 2006年1月1日   | DVD+2CD                             | AVBD-32058B       |          |
| MV集+ベスト | NANASE AIKAWA BEST ALBUM "ROCK or DIE"メモリアル盤 | 2010年2月16日  | 2DVD+2CD+Tシャツ （初回生産限定盤） | AVBD-32154 5/B～C | 29       |
| ライブ映像  | AIKAWA NANASE Live Emotion 999                     | 2010年11月3日  | DVD                                 | AVBD-32168        | 102      |
| ライブ映像  | AIKAWA NANASE Live Emotion 999                     | 2012年12月19日 | Blu-ray Disc                        | AVXD-32220        |          |
| ライブ映像  | ROCK KINGDOM                                       | 2022年7月7日   | DVD（3枚組）                        | AVBD-32295/7      |          |
| ライブ映像  | ROCK KINGDOM                                       | 2022年7月7日   | Blu-ray Disc（3枚組）               | AVXD-32298/300    |          |

### 別名義、本人参加作品
- LOVE TERRORIST（2005年9月7日）（『MUSIC FROM AND INSPIRED BY THE GAME HEAVY METAL THUNDER -THE RECORDINGS-』収録、相川七瀬 with Marty Friedman名義）
- Circle of Life（2008年8月6日）（「劇場版 仮面ライダーキバ 魔界城の王」主題歌、Crimson-FANG名義）
- Paya Paya（2009年2月18日）（『うちの3姉妹のおんがくかい』収録、ライオネル45%名義）
- 希望の鐘，REALIZE, Return To ZERO（2011年10月5日）（期間限定ユニットDaybreakers　ストーリーコンセプトアルバム『Return To ZERO』収録）
- Rock Love（2015年9月30日）（SHOW-YAのアルバム『PROGRESS』収録。コーラスとして参加[51]。）
- W（2019年6月26日）- 中村あゆみとのプロジェクト『ANNA』名義のミニ・アルバム[52]。

### その他
1. J-POPハリケーン 〜相川七瀬だけ60分本気MIX〜 / MIX-J（2011年3月23日）
2. Plastic Tree Tribute〜Transparent Branches〜（2017年9月6日）（『サイレントノイズ』収録、Plastic Treeのトリビュートアルバム）
3. 平成仮面ライダー20作品記念ベスト（2019年5月1日、avex trax）（『Round ZERO〜BLADE  BRAVE』収録）

### 作詞提供
- Risky Melody「いたいいたいあい」※ヴォーカル・ディレクションにも参加[53]。

## 出版物

### 書籍
- 「相川七瀬のトナカイ倶楽部 -炎のLOVE2バイブル編-」2000年、朝日出版社(ISBN 4255000158)
- 「RED」（相川七瀬写真集）2002年、株式会社セレブランツ
- 写真集「AURORA DANCE」写真；中垣哲也、文章；相川七瀬、2004年、小学館
- 「色の魔法」2004年、扶桑社
- 「相川七瀬×真矢のバリコワ―実体験コミック&対談集」2004年、学習研究社（ISBN 4054024173）
- 「恋のダイス&ルーレット 色と数でわかる魔法の書」2004年、エイベックス (ISBN 4048941089)
- 「She's A Rainbow」2006年、集英社
- 「セドナ 天使の町」2008年、実業之日本社（ISBN 9784408611891）
- 「ダリア」2009年9月、アスペクト デジタルメディア株式会社（ISBN 9784757217171)
- 「神結び 日本の聖地をめぐる旅」2014年、実業之日本社（ISBN 9784408110844）
- 「縁結び 神様が結ぶ赤い糸」2014年、実業之日本社（ISBN 9784408111100）
- 「太陽と月の結び」2015年、実業之日本社（ISBN 9784408111575）

### 絵本
- ぼくはくじら (ISBN 4094190279)
- くじらサンタ (ISBN 4094190341)
- はじまりのキス おなかの赤ちゃんからママになるあなたへ (ISBN 4072401935)

## 受賞歴
| 年     | 賞                                                                           | 作品    |
| ------ | ---------------------------------------------------------------------------- | ------- |
| 1996年 | 第11回日本ゴールドディスク大賞ロックフォーク部門「アルバム賞」               | Red     |
| 1997年 | 第12回日本ゴールドディスク大賞「ベスト・ロック・アルバム・オブ・ザ・イヤー」 | paraDOX |
| 1999年 | 日本ゴールドディスク大賞「BEST ROCK ALBUM OF YEAR」（女性部門）              | ID      |

## タイアップ
| 起用年 | 楽曲                          | タイアップ                                                                                |
| ------ | ----------------------------- | ----------------------------------------------------------------------------------------- |
| 1995年 | 「夢見る少女じゃいられない」  | フジテレビ系ドラマ『Vの炎』エンディングテーマ                                             |
| 1995年 | 「夢見る少女じゃいられない」  | レーシングチーム『スーパーノヴァ・レーシング』CMソング                                    |
| 1996年 | 「バイバイ。」                | テレビ朝日系ドラマ『ハンサムマン』挿入歌                                                  |
| 1996年 | 「LIKE A HARD RAIN」          | 住友生命保険 CMソング                                                                     |
| 1996年 | 「BREAK OUT!」                | スリムビューティハウス CMソング                                                           |
| 1996年 | 「恋心」                      | 銀座ジュエリーマキ『ラプソアモ』CMソング                                                  |
| 1997年 | 「トラブルメイカー」          | ワールド『OZOC』CMソング                                                                  |
| 1997年 | 「Sweet Emotion」             | 森永製菓『ハイチュウ』CMソング                                                            |
| 1997年 | 「CAT on the street」         | 森永製菓『ハイチュウ』CMソング                                                            |
| 1997年 | 「Love merry-go-round」       | 日産自動車・プリンス店系列『日産プリンス』CMソング                                        |
| 1997年 | 「Bad Girls」                 | 日産自動車・プリンス店系列『日産プリンス』CMソング                                        |
| 1997年 | 「Bad Girls」                 | TBS系音楽番組『COUNT DOWN TV』11〜12月オープニングテーマ                                  |
| 1998年 | 「彼女と私の事情」            | フジテレビ系ドラマ『太陽がいっぱい』主題歌                                                |
| 1998年 | 「ノスタルジア」              | マクセル『MD』CMイメージソング                                                            |
| 1998年 | 「Lovin' you」                | マクセル『MD』CMイメージソング                                                            |
| 1998年 | 「優しいうた」                | マクセル『MD』CMイメージソング                                                            |
| 1998年 | 「眠れない夜」                | NHK音楽番組「ポップジャム」7〜9月エンディングテーマ                                       |
| 1998年 | 「○○○○?」                     | 日産自動車・プリンス店系列『日産プリンス』CMソング                                        |
| 1999年 | 「COSMIC LOVE」               | 花王「ラビナス」CMソング                                                                  |
| 1999年 | 「世界はこの手の中に」        | テレビ朝日系ドラマ『てっぺん』主題歌                                                      |
| 1999年 | 「Heat of the night」         | 花王ラビナス「'99真夏編」CMソング                                                         |
| 1999年 | 「Jealousy」                  | 花王ラビナス「'99秋・冬編」CMソング                                                       |
| 1999年 | 「China Rose」                | たかの友梨ビューティクリニック CMソング                                                   |
| 2000年 | 「midnight blue」             | テレビ東京系バラエティ番組『ASAYAN』エンディングテーマ                                    |
| 2000年 | 「SEVEN SEAS」                | 花王ソフィーナ AUBE」CMソング                                                             |
| 2001年 | 「NO FUTURE」                 | 毎日放送・TBS系列アニメ『ゾイド新世紀スラッシュゼロ』オープニングテーマ                   |
| 2001年 | 「〜dandelion〜」             | フジテレビ系スポーツ情報番組『プロ野球ニュース』エンディングテーマ                        |
| 2001年 | 「恋人じゃなくなる日」        | TBS系バラエティ番組『どうぶつ奇想天外!』エンディングテーマ                                |
| 2001年 | 「最高の友達」                | TBS系バラエティ番組『特ネタ!ニッポン宝島』エンディングテーマ                              |
| 2001年 | 「ヒマワリ」                  | テレビ東京系バラエティ番組『たけしの誰でもピカソ』エンディングテーマ                      |
| 2002年 | 「終わりない夢」              | 読売テレビ・日本テレビ系アニメ『犬夜叉』オープニングテーマ                                |
| 2002年 | 「六本木心中」                | 日本テレビ系バラエティ番組『ブラックワイドショー』エンディングテーマ                      |
| 2003年 | 「Shock of Love」             | TBS系スポーツ情報番組『スーパーサッカーplus』テーマソング                                 |
| 2004年 | 「愛ノ詩 -マジェンタレイン-」 | 2004年度 シーエス日本 テーマソング                                                        |
| 2004年 | 「Round ZERO〜BLADE BRAVE」   | テレビ朝日系特撮テレビ番組『仮面ライダー剣』オープニングテーマ                            |
| 2004年 | 「火をつけろベイビー！！」    | 紳士服はるやま「フレッシャーズキャンペーン」                                              |
| 2004年 | 「UNLIMITED」                 | NHK BS hi アニメ『SAMURAI 7』主題歌                                                       |
| 2005年 | LOVE TERRORIST                | PlayStation 2専用ゲームソフト『ヘビーメタルサンダー』（相川七瀬 with Marty Friedman名義） |
| 2005年 | 「R.U.O.K?!」                 | 日本テレビ系情報バラエティ番組『ラジかる!!』10月エンディングテーマ                        |
| 2006年 | 「EVERYBODY GOES」            | テレビ東京系特撮テレビ番組『魔弾戦記リュウケンドー』エンディングテーマ                    |
| 2007年 | 「バン・バン・バン」          | マ・マー スパゲッティ『晩パスタ』（『相川七瀬×ROLLY』名義、2007 - 2008年）                |
| 2008年 | 「PRISM」                     | アサヒフードアンドヘルスケア『スリムアップスリム』CMソング                                |
| 2008年 | 「Circle of Life」            | 映画『劇場版 仮面ライダーキバ 魔界城の王』主題歌（Crimson-FANG名義）                      |
| 2009年 | 「REBORN」                    | フジテレビ系バラエティ番組『奇跡体験!アンビリバボー』エンディングテーマ                   |
| 2009年 | 「Yumemiru..」                | テレビ東京系『ケータイ捜査官7』エンディングテーマ                                         |
| 2009年 | 「Back to the day」           | 藤商事「CR相川七瀬〜時空の翼〜」CMソング                                                  |
| 2009年 | 「Back to the day」           | 藤商事「CR相川七瀬〜時空の翼〜」メインテーマソング                                        |
| 2020年 | 「元気の歌」                  | 「Nursing Now キャンペーン」公式ソング                                                    |
| 2020年 | 「元気の歌」                  | 「看護の日・看護週間」制定30周年記念特別ドラマ『Memories ～看護師たちの物語～』挿入歌     |

## 出演
テレビ・ラジオ番組のゲスト出演については、非常に多数のため、省略する。

### CM
| 企業名                     | 製品（年）                    | 内容                                                                                 |
| -------------------------- | ----------------------------- | ------------------------------------------------------------------------------------ |
| 森永製菓                   | ハイチュウ（1997年）          | 本人出演と楽曲タイアップ。                                                           |
| 日産自動車・プリンス店系列 | 日産プリンス（1997 - 1999年） | 本人出演と楽曲タイアップ。キャッチフレーズは「いい走り、いい生き方。日産プリンス」。 |
| ダイアナ                   | -（2018年）                   | 「なりたいわたし」                                                                   |
| ダイアナ                   | (2020年9月19日 - 30日)        | 「体験キャンペーン」篇                                                               |

### テレビ
- THE BEAT FILE JAPAN（WOWOW、2002年）
- 87%（日本テレビ、2005年） - 岡田江梨子 役
- みゅーじん「相川七瀬〜夢見る少女じゃいられなかった頃〜」（テレビ東京、2008年）
- 新・乃木坂スター誕生!（日本テレビ、2022年6月7日）
- 高見沢俊彦の美味しい音楽 美しいメシ（2024年5月10日、BS朝日）[57]
  - 高見沢俊彦の美しい神社 美味しいメシ（2025年5月9日・16日）[58]

### NHK紅白歌合戦出場歴
| 年度/放送回              | 回 | 曲目                     |
| ------------------------ | -- | ------------------------ |
| 1996年（平成8年）/第47回 | 初 | 夢見る少女じゃいられない |

### ラジオ
- JFN系ラジオ『相川七瀬 トナカイ倶楽部』（1996年 - 2000年）
  - 「トナカイ」とは自身が飼っている猫の名前。
  - 相川が部長として、リスナーの悩みや質問に答えた。採用者にはトナカイが描かれたステッカーがプレゼントされた。
- Taking Cafe on the Rock（岐阜放送・山陽放送・静岡放送・北陸放送、2008年10月 - 終了）
- ダイバーシティニュース（第5週木曜パーソナリティ）（茨城放送、2021年 - ）
- 相川七瀬 ROCK GOES ON（ラジオ福島・新潟放送・高知放送、栃木放送、山梨放送、NBCラジオ、西日本放送、2022年3月 - ）

### インターネット
- 西川貴教のイエノミ!!（2011年8月8日[注 8]-2012年3月26日、隔週月曜日23:00-24:00、ニコニコ生放送） - 隣に住むキレイなお姉さん役（初代アシスタント）[59]。

### パチンコ・パチスロ
- 「CR相川七瀬〜時空の翼〜」（藤商事、2009年）[60] - 専用挿入曲“Back to the day”

### 映画
- 『海ガメの約束』（短編・2016年）- 主人公の母親 役